# Bảo tàng Nghệ thuật Hiện đại
Bảo tàng Nghệ thuật Hiện đại (tiếng Anh: Museum of Modern Art, viết tắt là MoMA) là một bảo tàng nghệ thuật tại Midtown Manhattan, Thành phố New York, nằm trên 53rd Street, giữa Fifth và Sixth Avenue.
Bảo tàng đóng một vai trò quan trọng trong việc phát triển và thu thập nghệ thuật hiện đại, và thường được xác định là một trong các bảo tàng có ảnh hưởng nhất vàlớn nhất về nghệ thuật hiện đại trên thế giới. Bộ sưu tập của MoMA cung cấp cái nhìn tổng quan về nghệ thuật hiện đại và đương đại, bao gồm các tác phẩm kiến trúc và thiết kế, vẽ, hội họa, điêu khắc,nhiếp ảnh, bản in, sách minh họa và sách của họa sĩ, phim và phương tiện điện tử.
Thư viện MoMA bao gồm khoảng 300.000 cuốn sách và danh mục triển lãm, hơn 1.000 đầu sách định kỳ và hơn 40.000 tệp con về các nghệ sĩ và nhóm cá nhân. Các kho lưu trữ giữ nguồn tài liệu chính liên quan đến lịch sử hiện đại và nghệ thuật đương đại
Bảo tàng đã thu hút 706.060 du khách vào năm 2020, giảm 65% so với năm 2019, do đại dịch COVID-19. Bảo tàng đứng thứ hai mươi lăm trong danh sách các bảo tàng nghệ thuật được ghé thăm nhiều nhất trên thế giới vào năm 2020.

## Lịch sử

### Heckscher và các tòa nhà khác (1929–1939)
Ý tưởng cho Bảo tàng Nghệ thuật Hiện đại được phát triển vào năm 1929, chủ yếu bởi Abby Aldrich Rockefeller (vợ của John D. Rockefeller, Jr.) và hai người bạn của bà là Lillie P. Bliss và Mary Quinn Sullivan. Họ được biết đến với cái tên khác nhau là "Những Quý bà" hoặc "Những Bà đầm thép". Họ thuê những khu đất khiêm tốn cho bảo tàng mới trong Tòa nhà Heckscher, số 730 Fifth Avenue ở Manhattan, và mở cửa cho công chúng vào ngày 7 tháng 11 năm 1929, chín ngày sau sự cố Phố Wall. Abby Rockefeller đã mời A. Conger Goodyear, cựu chủ tịch hội đồng quản trị của Phòng trưng bày nghệ thuật Albright ở Buffalo, New York, trở thành chủ tịch của bảo tàng mới. Abby giữ chức thủ quỹ. Vào thời điểm đó, đây là bảo tàng hàng đầu của Mỹ dành riêng cho nghệ thuật hiện đại và là bảo tàng đầu tiên thuộc loại này ở Manhattan trưng bày chủ nghĩa hiện đại của châu Âu. Một trong những nhân vật đầu tiên được Rockefeller tuyển dụng cho bảo tàng là nhiếp ảnh gia người Mỹ gốc Nhật nổi tiếng Soichi Sunami (vào thời điểm đó được biết đến nhiều nhất với bức chân dung về người tiên phong trong bộ môn múa hiện đại là Martha Graham), ông phục vụ bảo tàng với tư cách là nhiếp ảnh gia tư liệu chính thức từ năm 1930 đến năm 1968.

### 53rd Street (1939 – nay)

#### Thập niên 1930 đến 1950
Bảo tàng cũng trở nên nổi tiếng quốc tế với thành công vang dội từ việc hồi sinh các kiệt tác nổi tiếng củaPicasso năm 1939–40, được tổ chức cùng với Viện Nghệ thuật Chicago. Trong phạm vi các tác phẩm được trình bày, bảo tàng tái hiện đáng kể về Picasso cho các học giả và sử gia nghệ thuật trong tương lai. Điều này hoàn toàn do Barr, một người đam mê Picasso chủ trì, và buổi triển lãm đã tôn vinh Picasso là nghệ sĩ vĩ đại nhất thời bấy giờ, khuôn mẫu cho tất cả các cuộc hồi tưởng của bảo tàng sau này. Trong khoản thời gian này bức tranh Boy Leading a Horse cũng vướng tranh chấp gian ngắn về quyền sở hữu với Bảo tàng Solomon R. Guggenheim. Năm 1941, MoMA tổ chức cuộc triển lãm mang tính đột phá, "Nghệ thuật Ấn Độ của Hoa Kỳ" (do Frederic Huntington Douglas và Rene d'Harnoncourt giám tuyển), đã thay đổi cách nhìn của công chúng với nghệ thuật của người Mỹ bản địa và trưng bày trong các viện bảo tàng nghệ thuật.

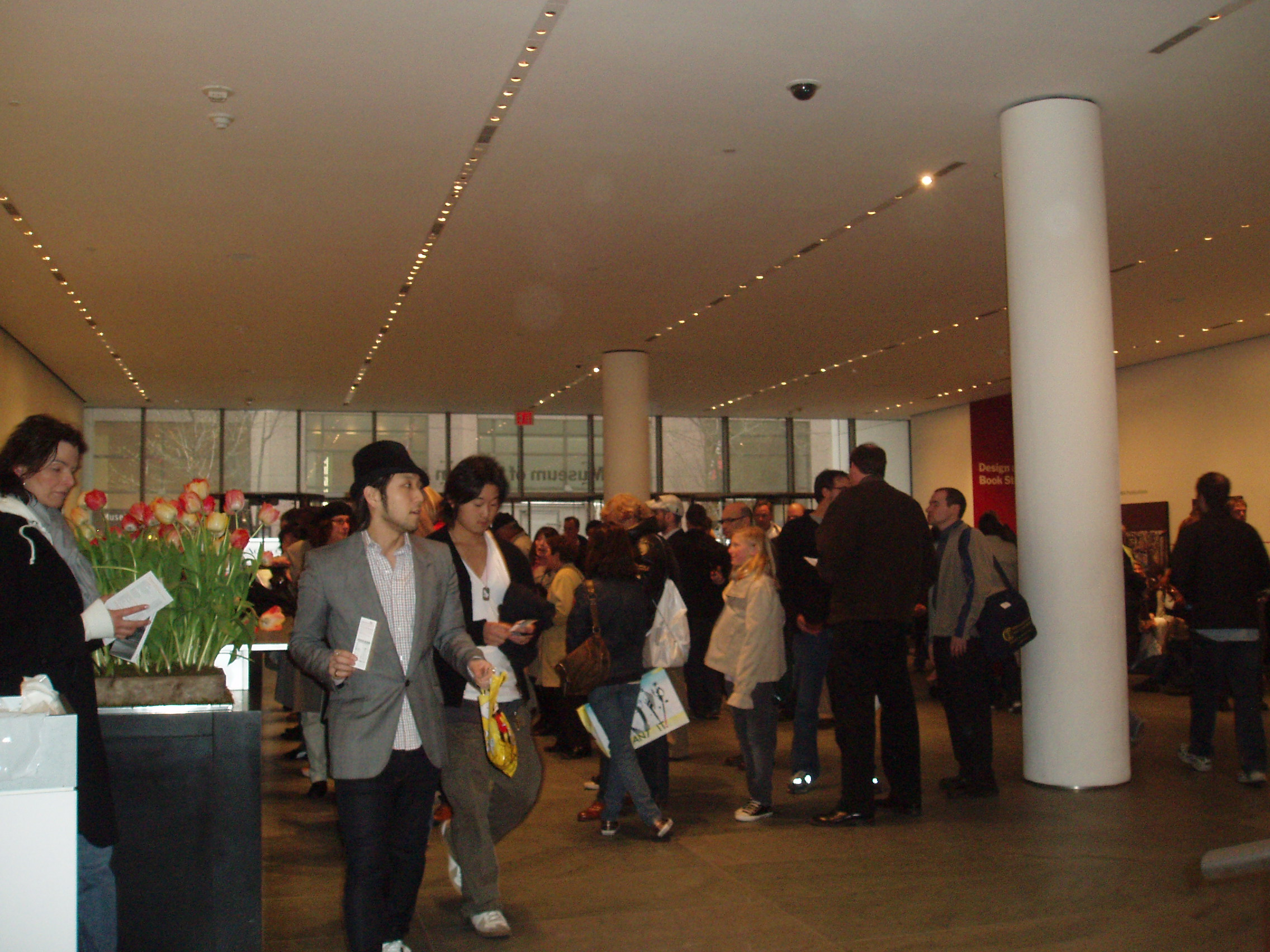
Lối vào Bảo tàng Nghệ thuật Hiện đại

#### Trận hỏa hoạn năm 1958
Ngày 15 tháng 4 năm 1958, một đám cháy trên tầng hai đã phá hủy 18 foot (5,5 m) kiệt tác Water Lilies của Monet  (bức tranh Water Lilies hiện tại của Monet đã được mua lại không lâu sau vụ hỏa hoạn nhằm thay thế). Đám cháy bùng phát khi các công nhân lắp đặt điều hòa hút thuốc gần các thùng sơn, mùn cưa và một tấm vải bạt. Một công nhân bị thiệt mạng trong đám cháy và một số nhân viên cứu hỏa phải điều trị vì ngạt khói. Hầu hết các bức tranh trên sàn phải chuyển đi để phục chế mặc dù những bức tranh lớn bao gồm cả bức của Monet đã được để lại. Các tác phẩm nghệ thuật trên tầng 3 và 4 đã được sơ tán đến Bảo tàng Nghệ thuật Hoa Kỳ Whitney, tiếp giáp ở phía Đường 54. Trong số những bức tranh đã được chuyển đi là A Sunday Afternoon on the Island of La Grande Jatte là do Viện Nghệ thuật Chicago cho mượn. Du khách và nhân viên phía trên đám cháy được sơ tán lên mái nhà, sau đó nhảy xuống nóc nhà phố liền kề.

#### 1960–1982
Năm 1969, MoMA là tâm điểm của một cuộc tranh cãi về quyết định rút tiền tài trợ khỏi tấm áp phích phản chiến mang tính biểu tượng And babies. Năm 1969, Liên minh Công nhân Nghệ thuật (AWC), một nhóm các nghệ sĩ Thành phố New York phản đối Chiến tranh Việt Nam, phối hợp với các thành viên Bảo tàng Nghệ thuật Hiện đại Arthur Drexler vàElizabeth Shaw, đã tạo ra một tấm áp phích phản đối mang tính biểu tượng có tên là And babies. Người đăng ảnh sử dụng hình ảnh của phóng viên ảnh Ronald L. Haeberle và tham chiếu đến Thảm sát Mỹ Lai. Bảo tàng Nghệ thuật Hiện đại (MoMA) đã hứa sẽ tài trợ và lưu hành tấm áp phích, nhưng sau khi nhìn thấy tấm áp phích dài 3 foot (0,91 m), MoMA đã rút tài chính cho dự án vào phút cuối. Hội đồng quản trị của MoMA bao gồm Nelson Rockefeller và William S. Paley (người đứng đầu CBS), những người được cho là đã "nhảy dựng lên" khi nhìn thấy bằng chứng của người đăng. Áp phích đã được đưa vào triển lãm Information của MoMA ngay sau đó từ ngày 2 tháng 7 đến ngày 20 tháng 9 năm 1970 do Kynaston McShine giám tuyển. Một tranh cãi khác liên quan đến bức tranh Boy Leading a Horse (1905–06) của Pablo Picasso, được William S. Paley tặng cho MoMA vào năm 1964. Tình trạng tác phẩm nằm dưới sự ép buộc phải đem bán, do các chủ sở hữu người Đức Do Thái vào những năm 1930. Con cháu của những chủ sở hữu ban đầu đã kiện MoMA và Bảo tàng Solomon R. Guggenheim, nơi có một bức tranh khác của Picasso là Le Moulin de la Galette (1900), cũng từng thuộc sở hữu của cùng một gia đình, bị bắt phải trả lại. Cả hai viện bảo tàng đã đạt được một thỏa thuận bí mật với những người thừa kế trước khi vụ án bị đưa ra xét xử và giữ lại những bức tranh tương ứng của họ. Cả hai viện bảo tàng ngay từ đầu đã tuyên bố là chủ sở hữu thích hợp của những bức tranh này, và những tuyên bố đó là không hợp pháp. Trong một tuyên bố chung, hai bảo tàng viết: "Chúng tôi giải quyết đơn giản để tránh chi phí kiện tụng kéo dài, và để đảm bảo công chúng tiếp tục được tiếp cận với những bức tranh quan trọng này."

#### 1980–1999

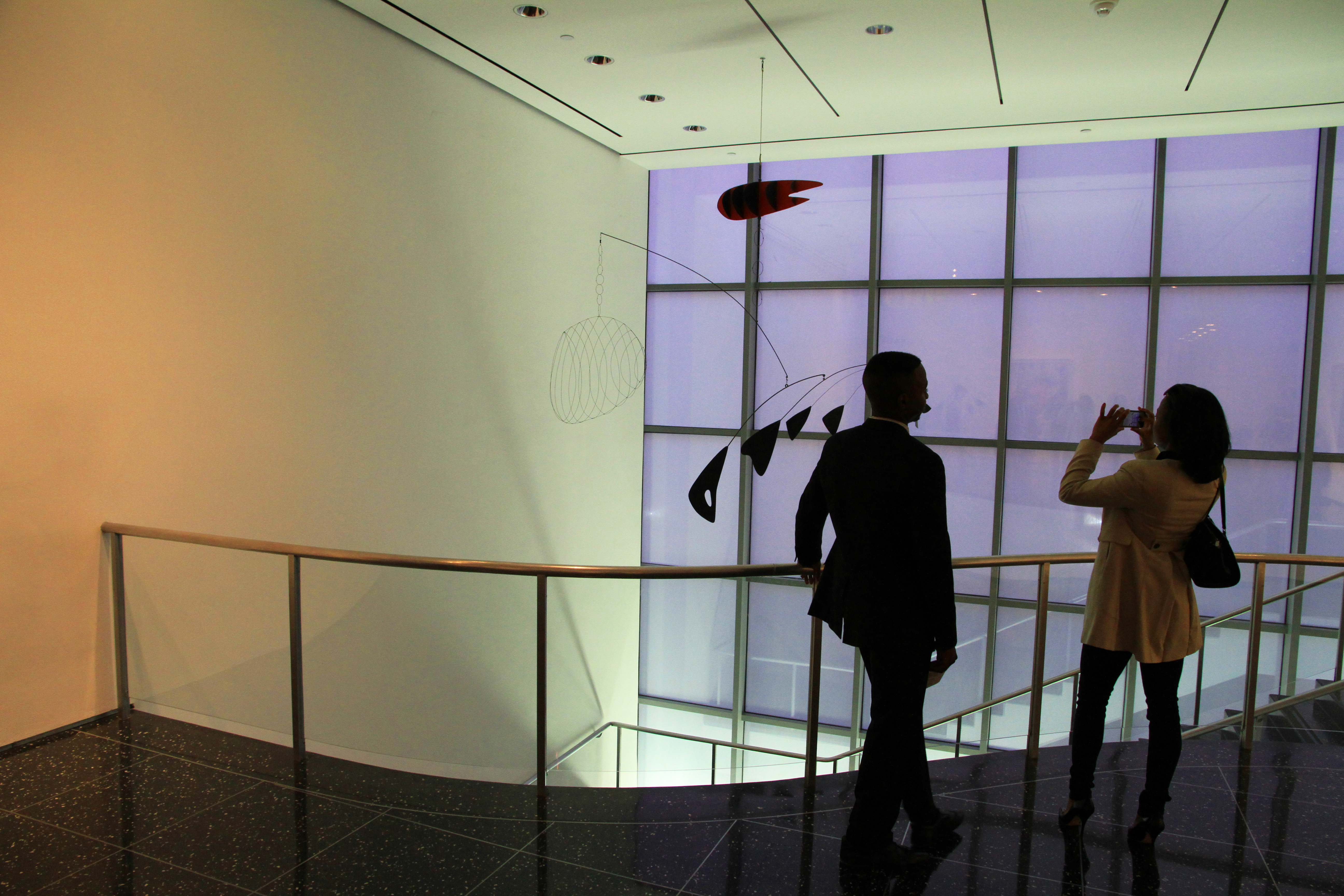
Cầu thang trong Bảo tàng Nghệ thuật Hiện đại

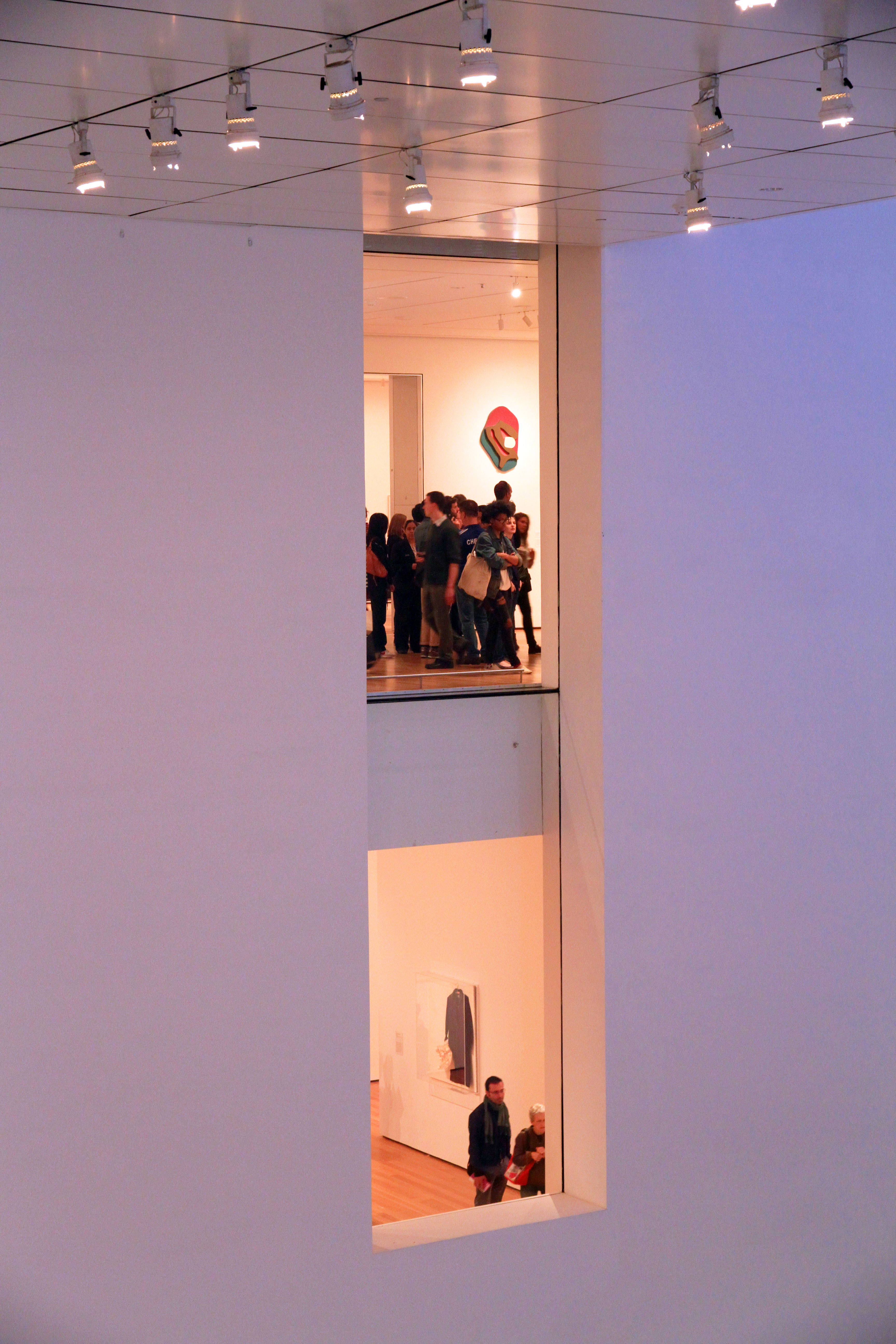
Mặt cắt của Bảo tàng Nghệ thuật Hiện đại

Năm 1997, bảo tàng đã tiến hành một cuộc cải tạo và mở rộng lớn do kiến trúc sư người Nhật là Yoshio Taniguchi thiết kế cùng với Kohn Pedersen Fox. Dự án có tổng trị giá 858 triệu đô la, bao gồm cả việc tăng tài trợ của MoMA để trang trải chi phí hoạt động. Dự án đã tăng gần gấp đôi không gian dành cho các cuộc triển lãm và chương trình của MoMA và có 630.000 foot vuông (59.000 m2). Tòa nhà Peggy và David Rockefeller ở phần phía tây của địa điểm có các không gian phòng trưng bày triển lãm chính và Tòa nhà Nghiên cứu và Giáo dục Lewis B. và Dorothy Cullman cung cấp không gian cho các lớp học, thính phòng, hội thảo đào tạo giáo viên, Thư viện và Lưu trữ mở rộng của bảo tàng. Hai tòa nhà này tạo khung cho Vườn điêu khắc Abby Aldrich Rockefeller, được phóng to so với khuôn khổ ban đầu của bảo tàng.

#### Thế kỷ 21

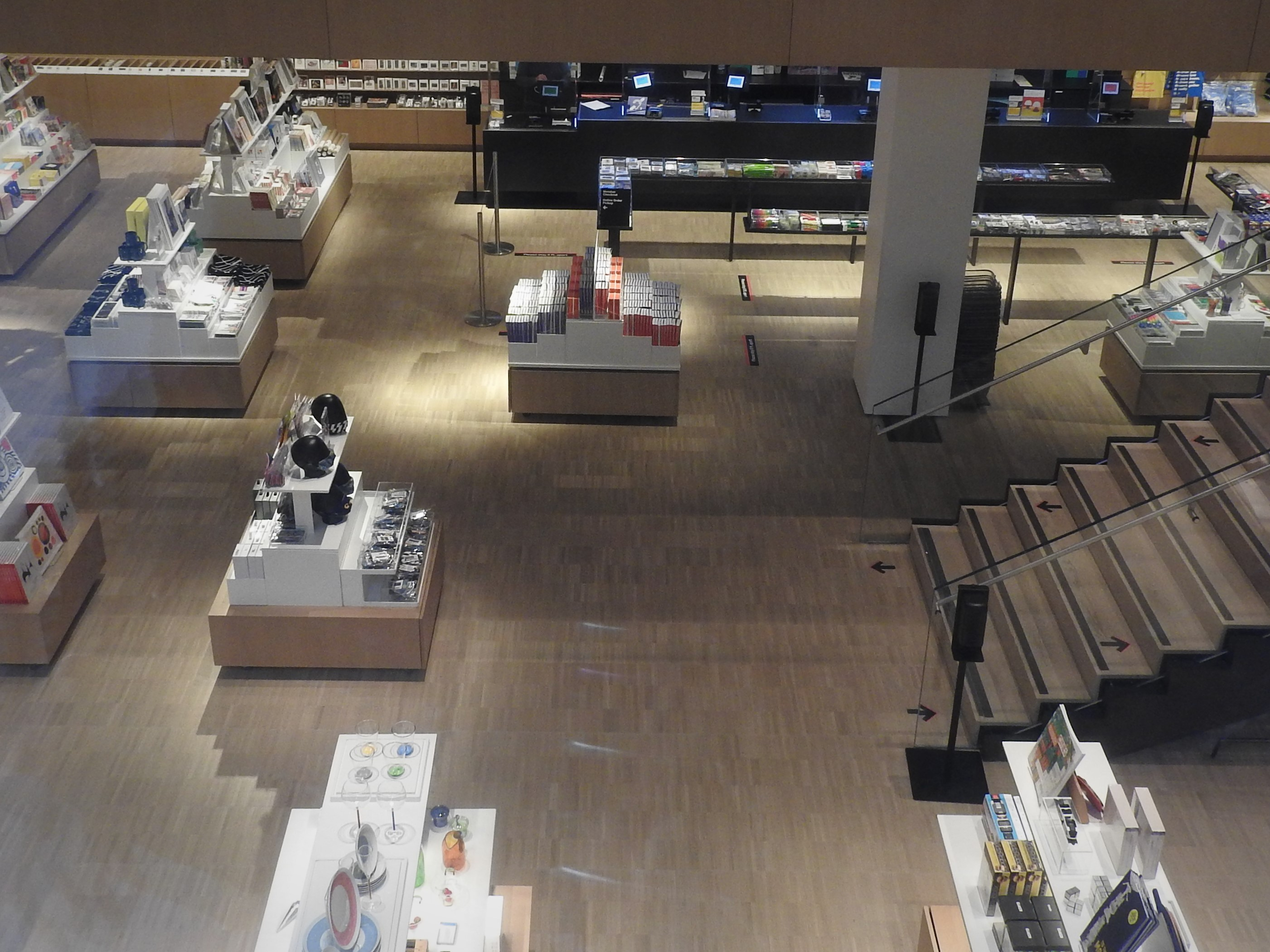
Cửa hàng quà tặng ở tầng hầm

Từ tháng 6 đến tháng 10 năm 2019, bảo tàng Nghệ thuật Hiện đại đóng cửa để thực hiện một đợt cải tạo lớn khác. Sau khi mở cửa trở lại vào ngày 21 tháng 10 năm 2019, MoMA đã thêm 47,000 foot vuông (4,3664 m2) không gian thư viện, và tổng không gian là 708,000 foot vuông (65,7754 m2). Việc mở rộng và tân trang lại được công ty kiến trúc của Diller Scofidio + Renfro giám sát. Tổ chức bắt đầu cung cấp các lớp học trực tuyến miễn phí vào tháng 4 năm 2014.

## Nhà triển lãm
MoMA đôi khi có tài trợ và tổ chức các nhà triển lãm tạm thời, phản ánh những ý tưởng nổi bật trong lịch sử kiến trúc.
- Năm 1949: nhà triển lãm của Marcel Breuer
- 1950: nhà triển lãm của Gregory Ain[31]
- Năm 1955: nhà triển lãm Nhật Bản của Junzo Yoshimura, được lắp đặt lại ở Philadelphia, PA vào năm 1957–58 và hiện nay được gọi là Nhà và Vườn Nhật Bản Shofuso
- 2008: Quy hoạch xây dựng nhà tiền chế[32][33][34] của:
  - Kiến trúc sư Kieran Timberlake
  - Lawrence Sass
  - Kiến trúc sư hệ thống: Jeremy Edmiston và Douglas Gauthier
  - Kiến trúc sư Leo Kaufmann
  - Richard Horden

## Tác phẩm nghệ thuật

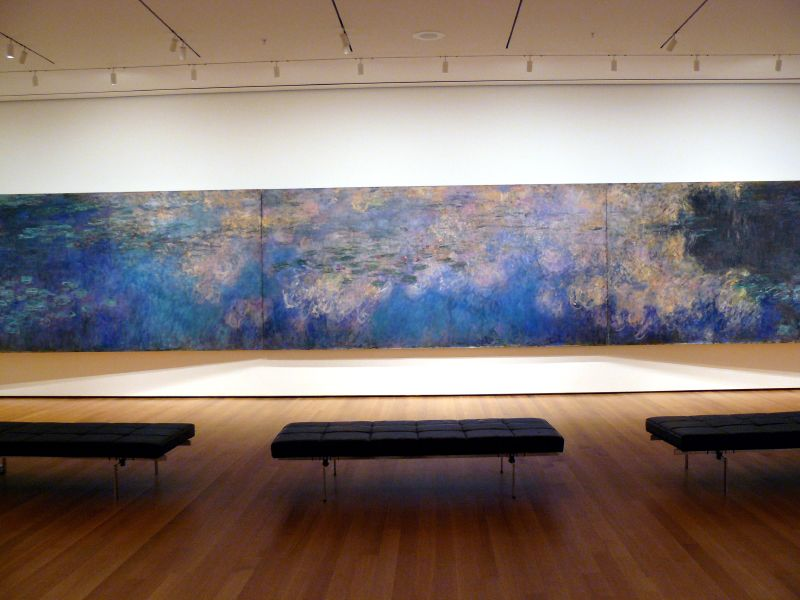
Claude Monet, Reflections of Clouds on the Water-Lily Pond, c.1920

Được nhiều người coi là nơi có bộ sưu tập các kiệt tác phương Tây hiện đại xuất sắc nhất trên thế giới, tài sản của MoMA bao gồm hơn 150.000 tác phẩm riêng lẻ cùng với khoảng 22.000 bộ phim và 4 triệu phim tĩnh. (Quyền truy cập vào bộ sưu tập phim tĩnh đã kết thúc vào năm 2002 và bộ sưu tập được đưa vào băng phiến trong một hầm chứa ở Hamlin, Pennsylvania.) Bộ sưu tập chứa những tác phẩm quan trọng và quen thuộc như sau:
- Francis Bacon, Painting (1946)
- Umberto Boccioni, The City Rises
- Paul Cézanne, The Bather
- Marc Chagall, I and the Village
- Giorgio de Chirico, The Song of Love
- Salvador Dalí, The Persistence of Memory
- Max Ernst, Two Children Are Threatened by a Nightingale
- Paul Gauguin, Te aa no areois (The Seed of the Areoi)
- Albert Gleizes, Portrait of Igor Stravinsky, 1914
- Jasper Johns, Flag
- Frida Kahlo, Self-Portrait With Cropped Hair
- Roy Lichtenstein, Drowning Girl
- René Magritte, The Empire of Lights
- René Magritte, False Mirror
- Kazimir Malevich, White on White 1918
- Henri Matisse, The Dance
- Jean Metzinger, Landscape, 1912–1914
- Piet Mondrian, Broadway Boogie-Woogie
- Claude Monet, Water Lilies triptych
- Barnett Newman, Broken Obelisk
- Barnett Newman, Vir Heroicus Sublimis (Man, Heroic and Sublime)
- Pablo Picasso, Les Demoiselles d'Avignon
- Jackson Pollock, One: Number 31, 1950
- Henri Rousseau, The Dream, 1910
- Henri Rousseau, The Sleeping Gypsy
- Vincent van Gogh, The Starry Night
- Andy Warhol, Campbell's Soup Cans
- Andrew Wyeth, Christina's World

### Tác phẩm nổi bật trong bộ sưu tập

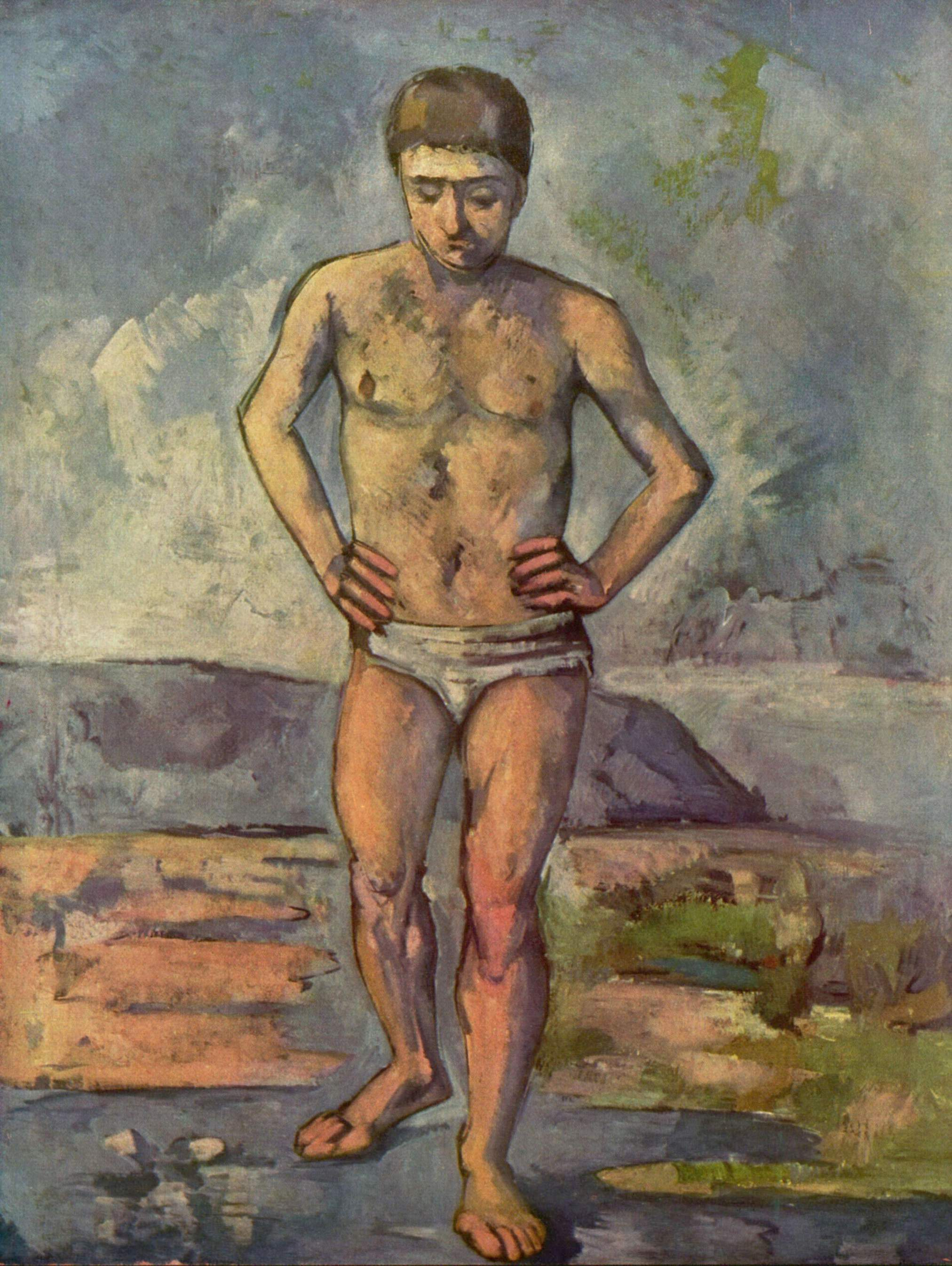
Paul Cézanne, The Bather, 1885–1887
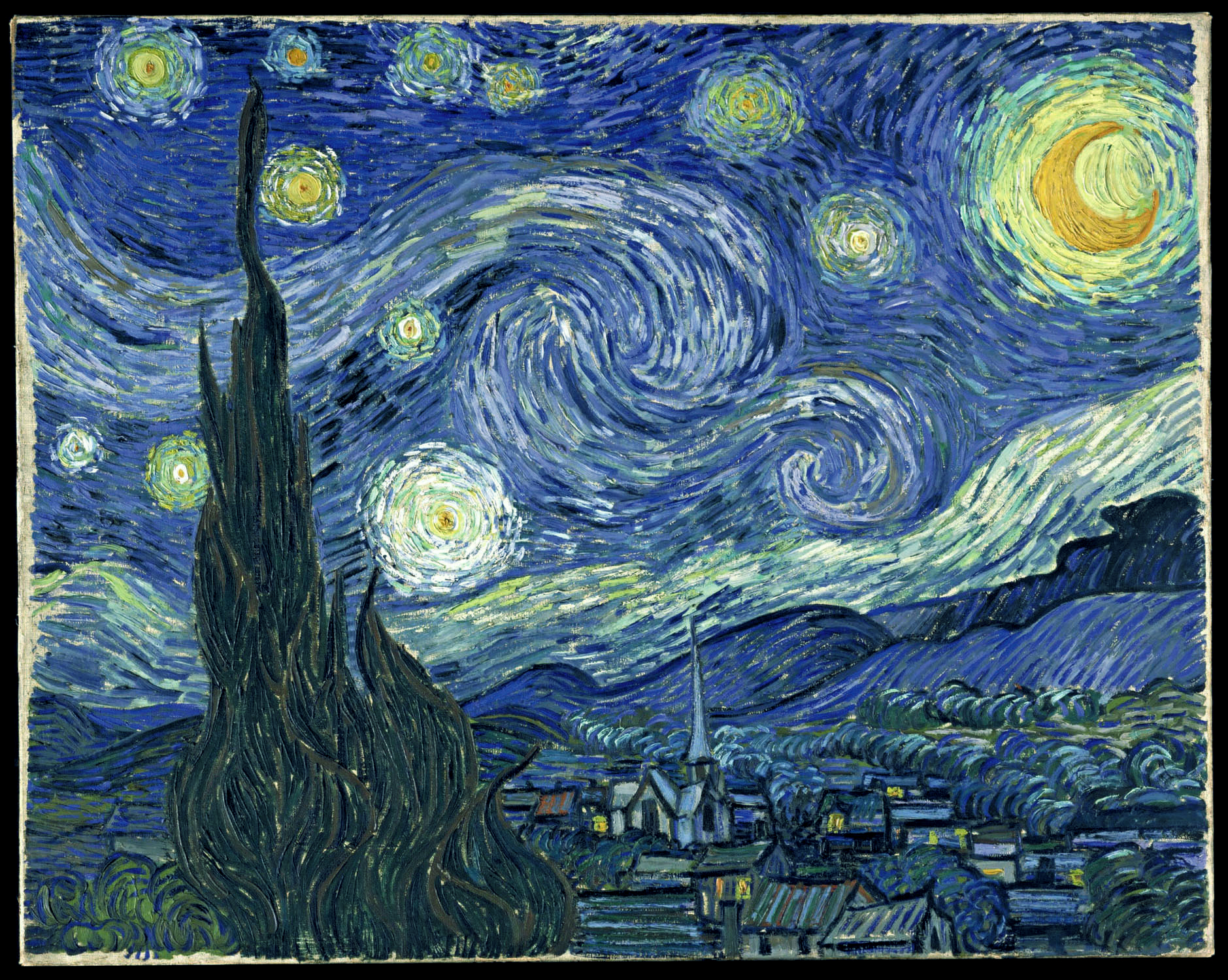
Vincent van Gogh, The Starry Night, 1889
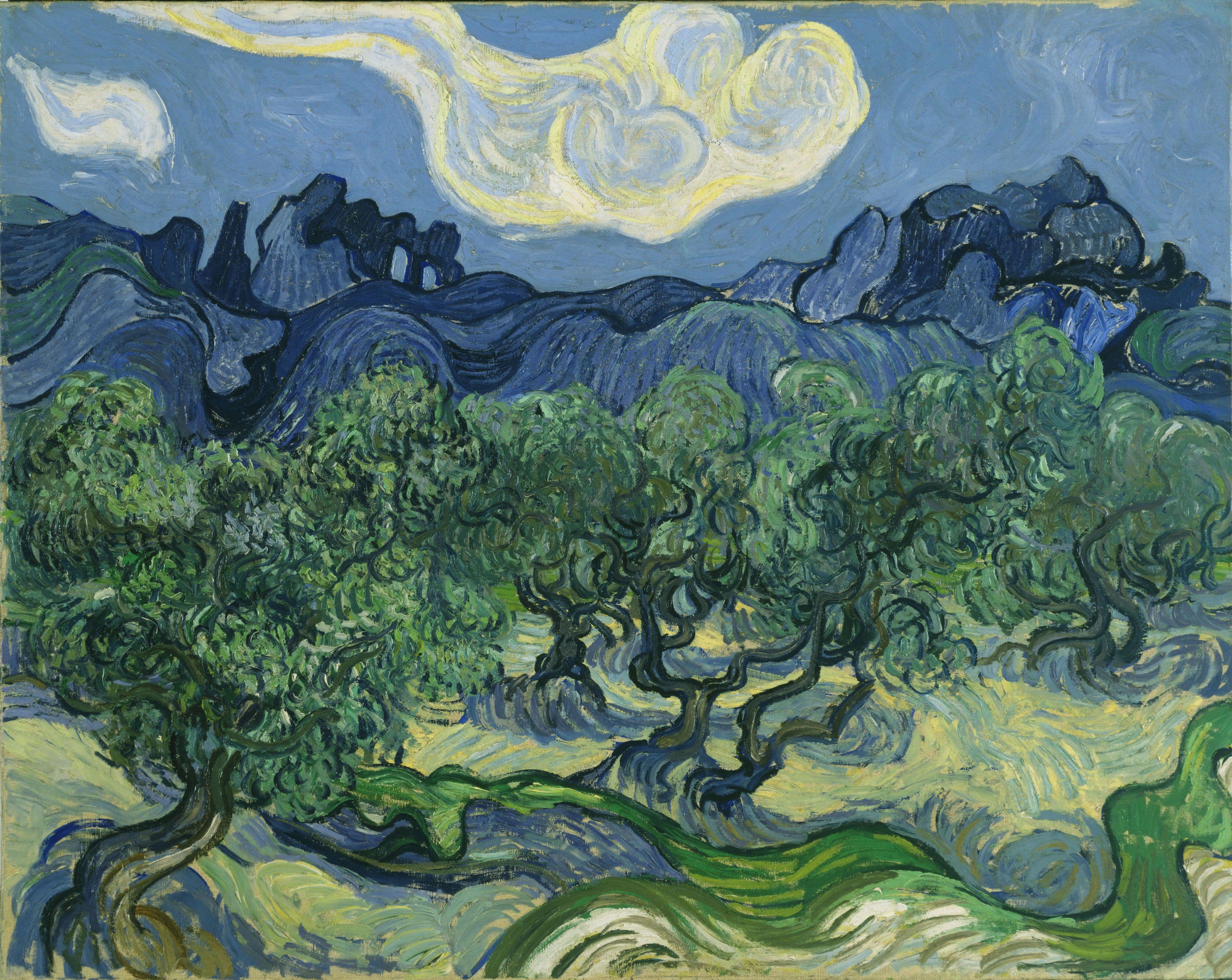
Vincent van Gogh, The Olive Trees with the Alpilles in the Background, 1889
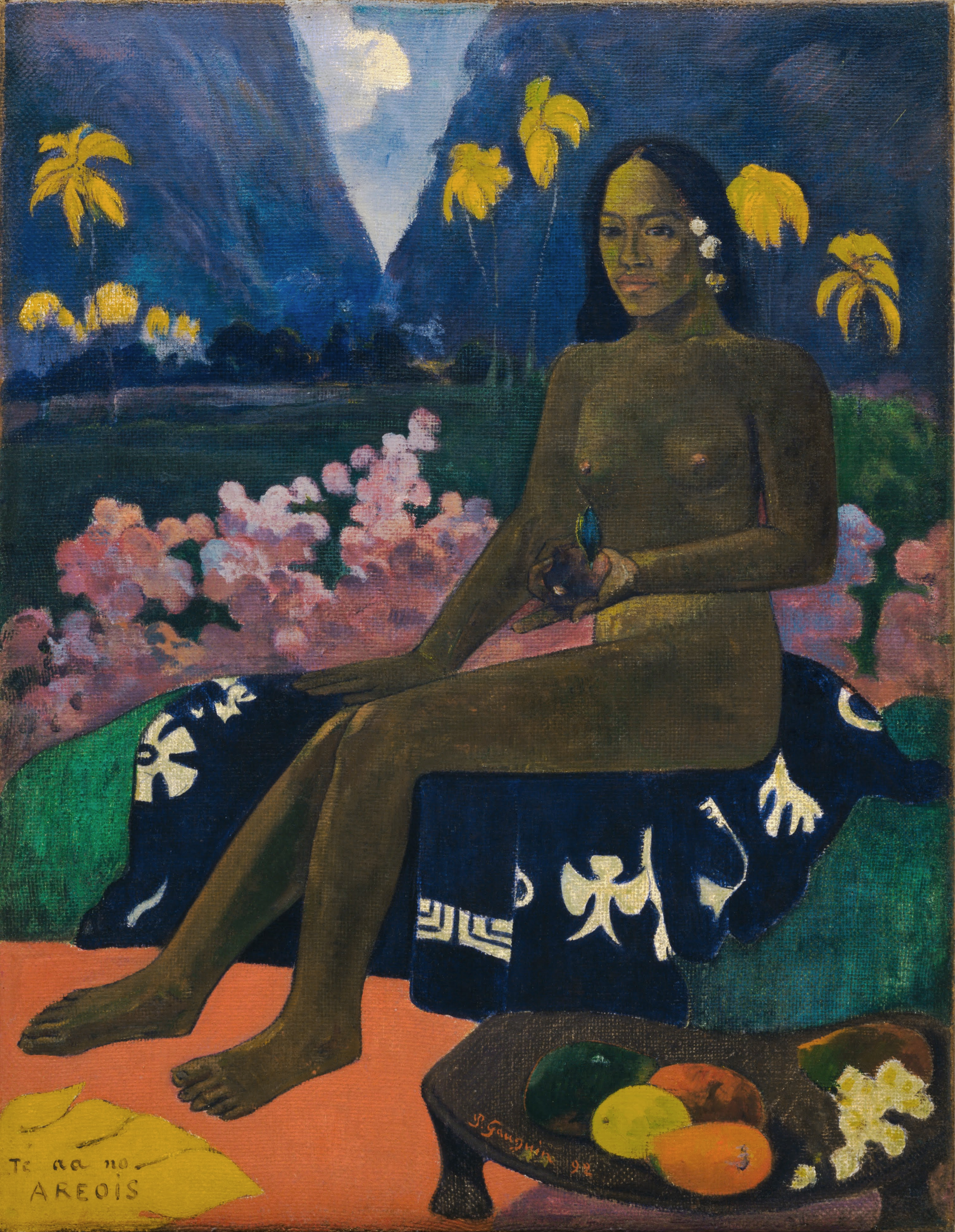
Paul Gauguin, Te aa no areois (The Seed of the Areoi), 1892
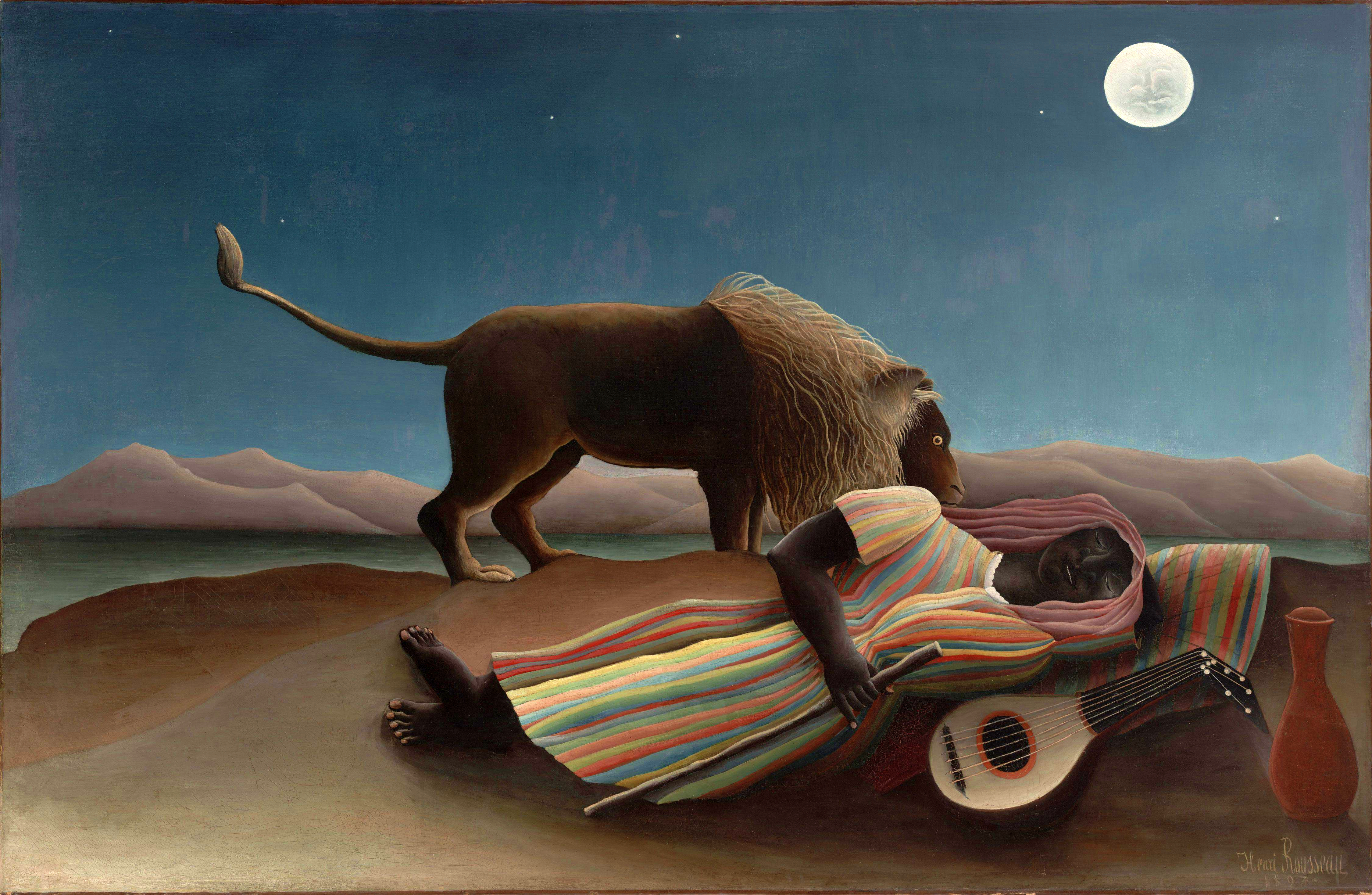
Henri Rousseau, The Sleeping Gypsy, 1897
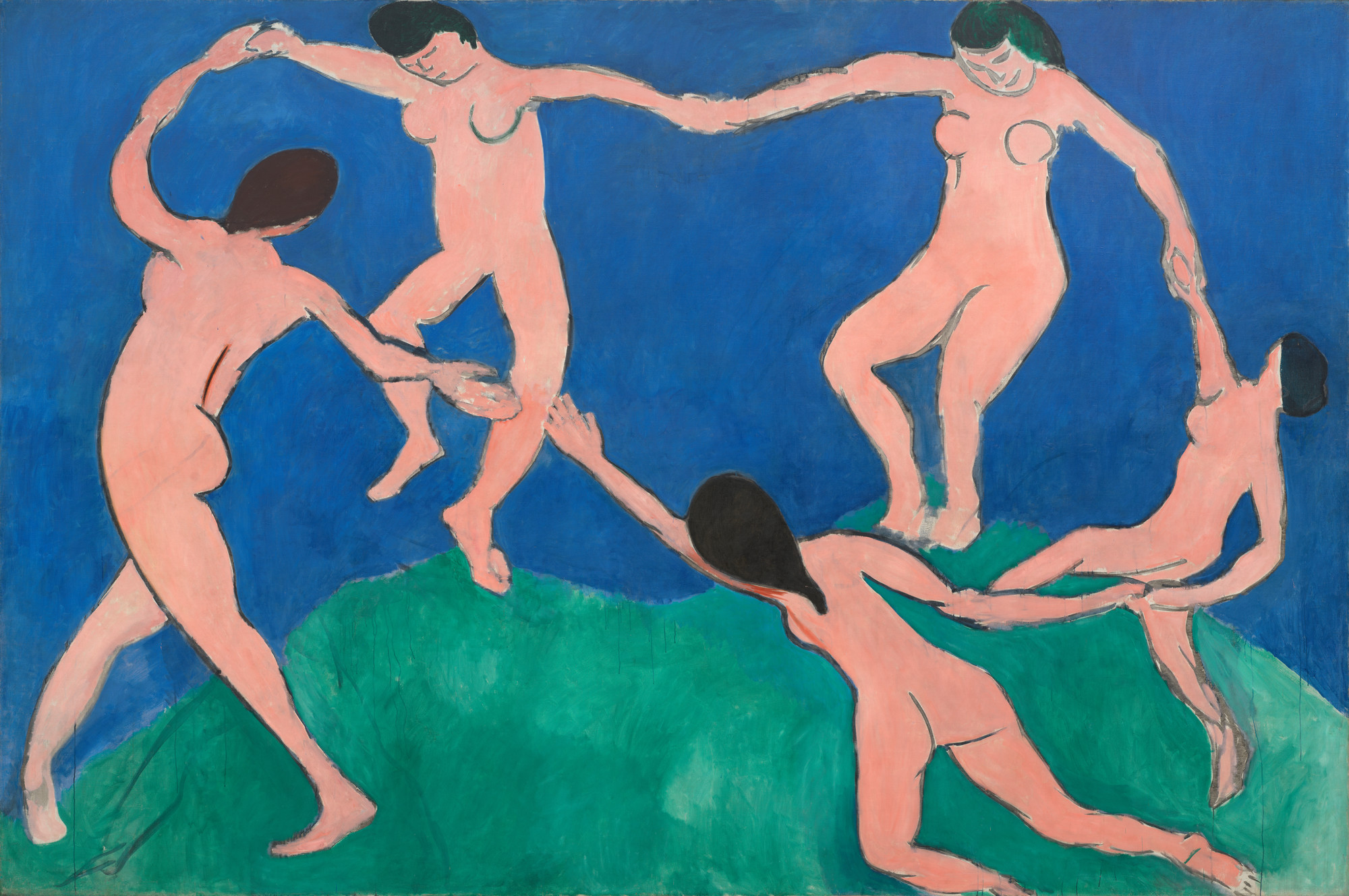
Henri Matisse, The Dance I, 1909
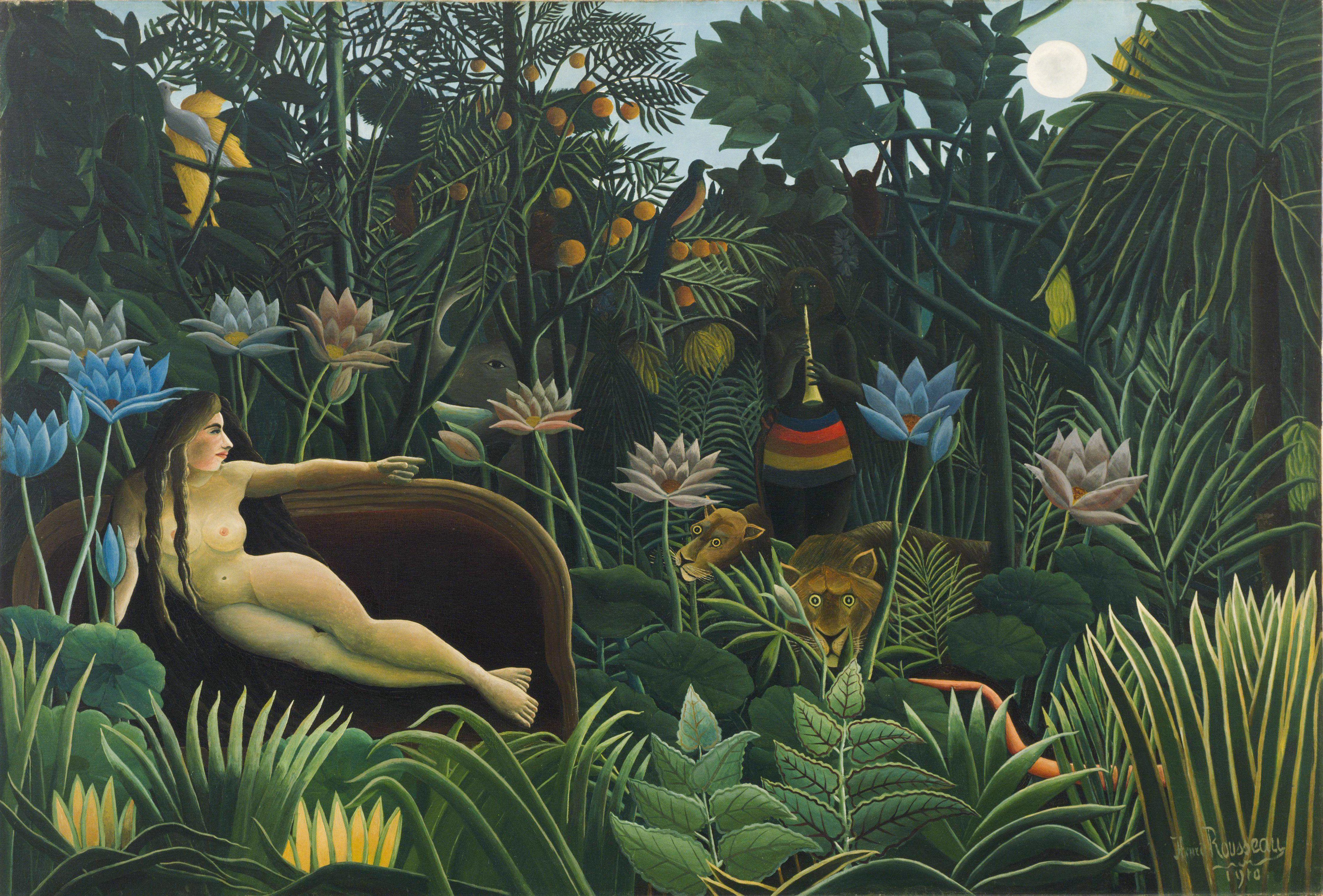
Henri Rousseau, The Dream, 1910
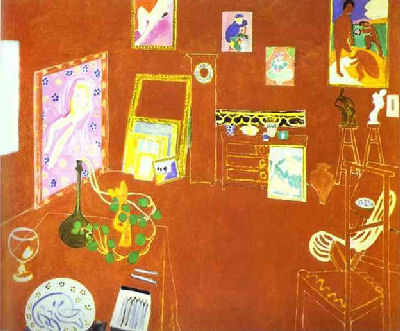
Henri Matisse, L'Atelier Rouge, 1911
Marc Chagall, I and the Village, 1911Marc Chagall, I and the Village, 1911
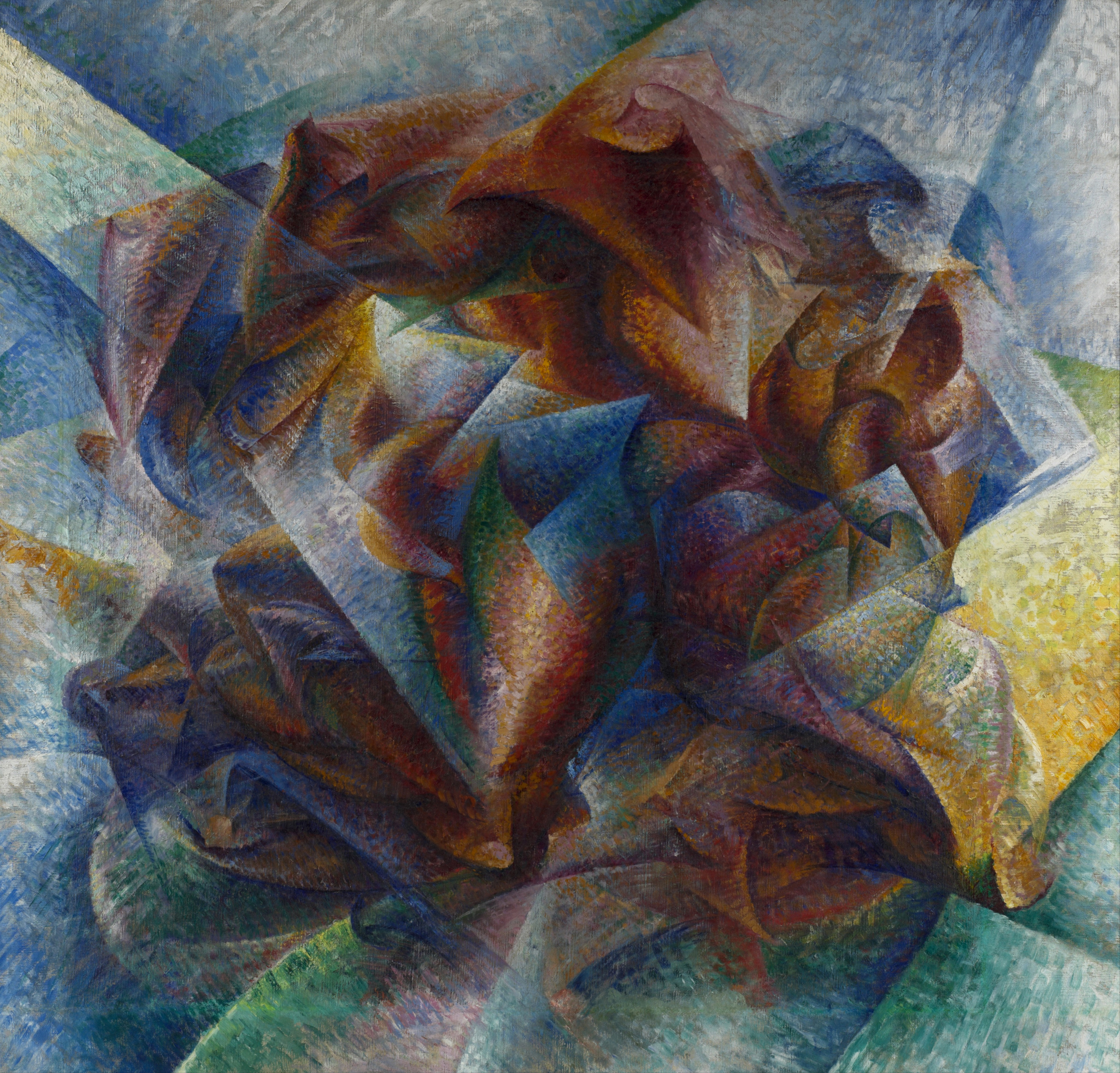
Umberto Boccioni, Dynamism of a Soccer Player, 1913
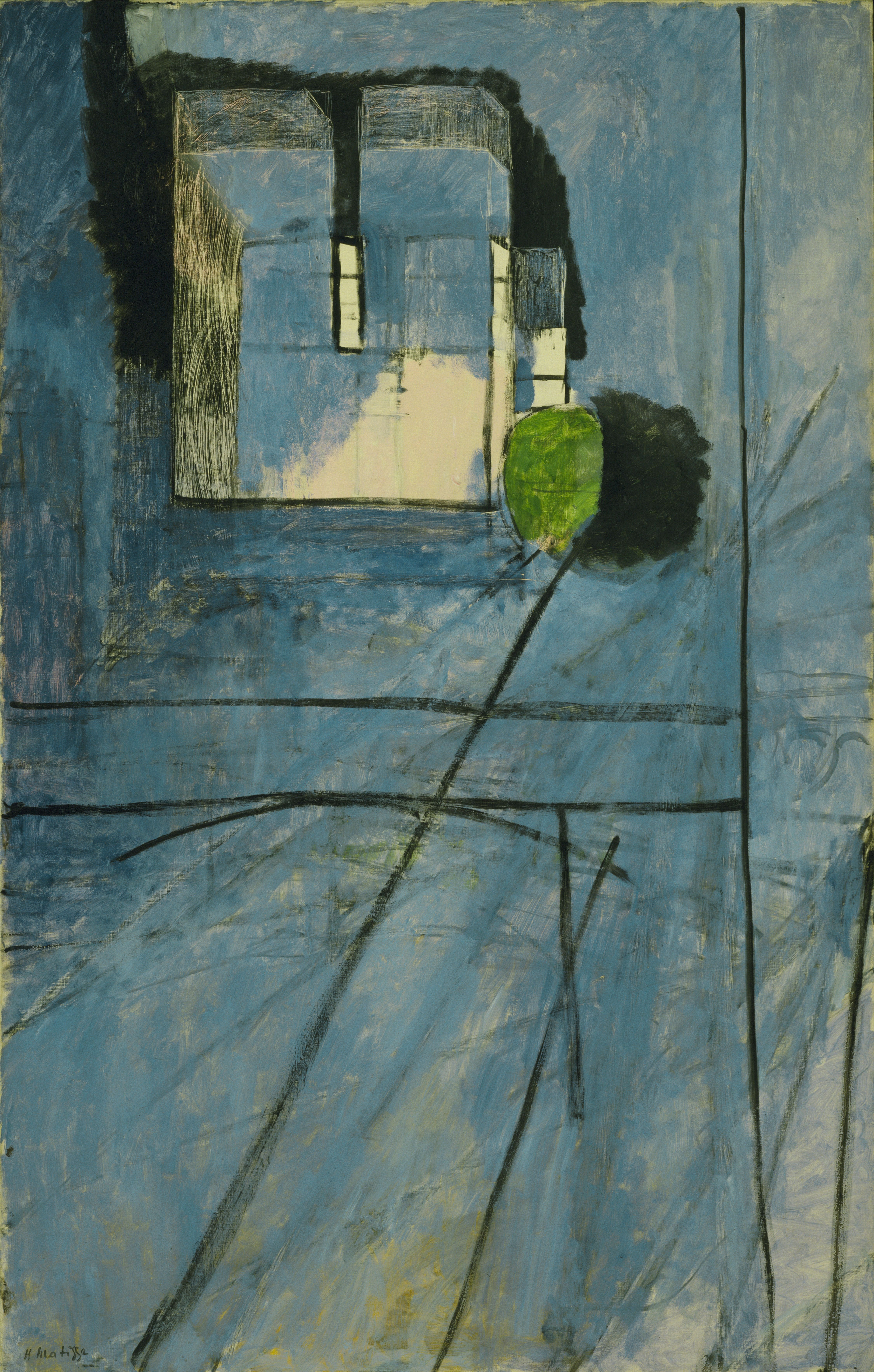
Henri Matisse, View of Notre-Dame, 1914
Giorgio de Chirico, Love Song, 1914Giorgio de Chirico, Love Song, 1914
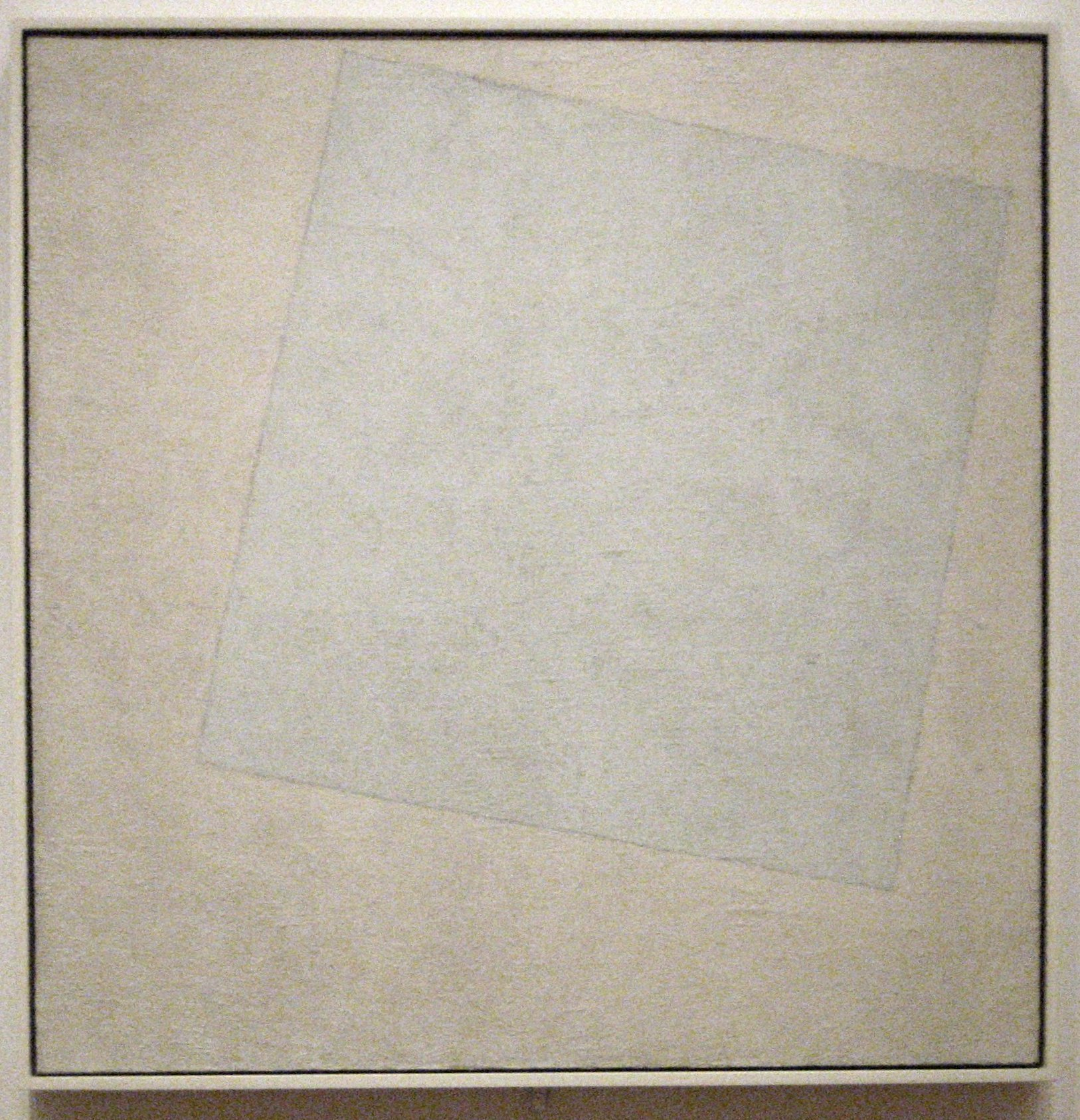
Kazimir Malevich, Suprematist Composition: White on White, 1918
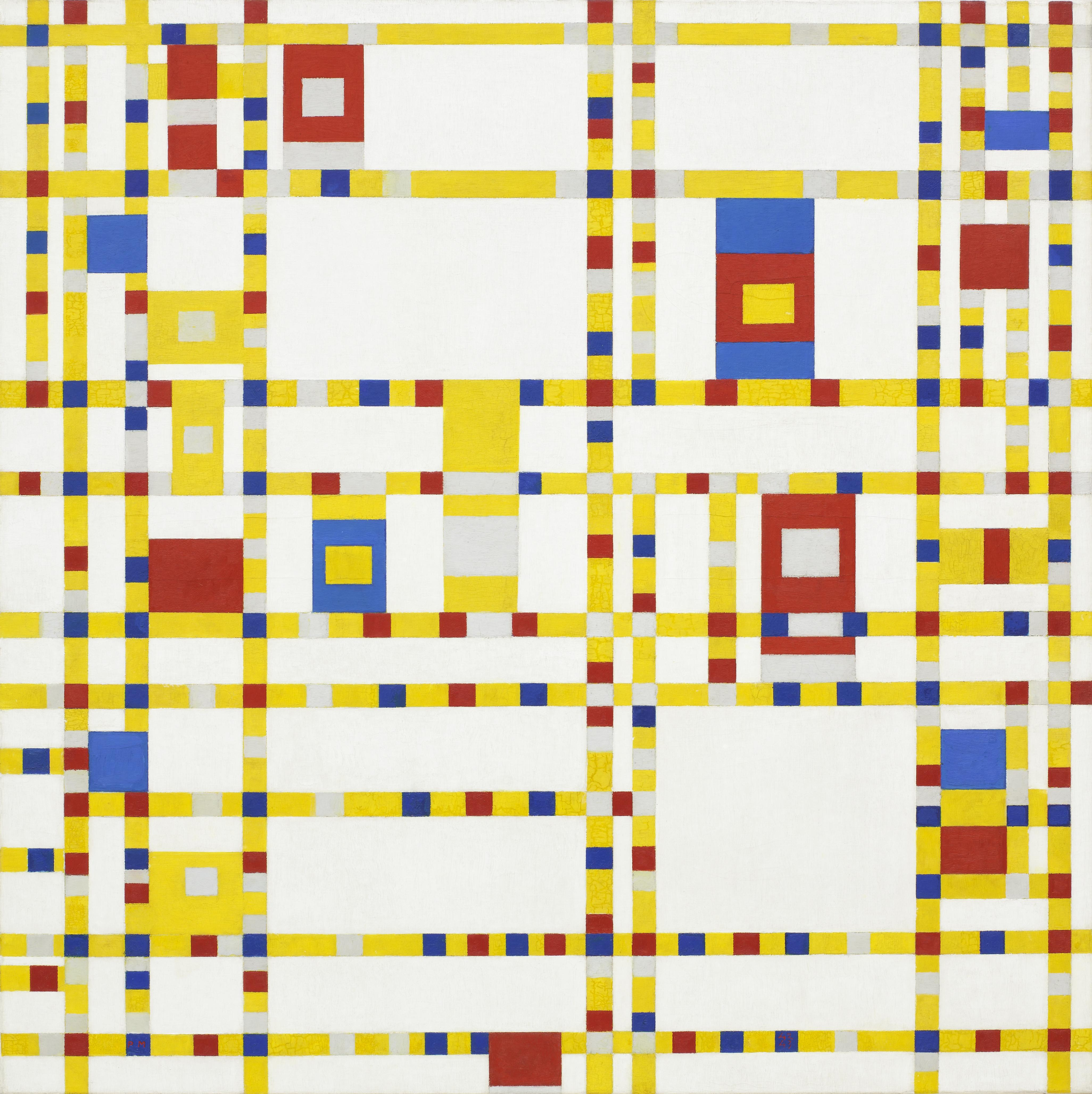
Piet Mondrian, Broadway Boogie Woogie, 1942–1943

Bảo tàng cũng lưu giữ các tác phẩm của một loạt các nghệ sĩ châu Âu có ảnh hưởng và nghệ sĩ Mỹ bao gồm Auguste Rodin, Henri Matisse, Pablo Picasso, Georges Braque, Joan Miró, Aristide Maillol, Piet Mondrian, Marcel Duchamp, Paul Klee, Fernand Léger, René Magritte, Henry Moore, Alberto Giacometti, Georgia O'Keeffe, Edward Hopper, Walker Evans, Dorothea Lange, Arshile Gorky, Hans Hofmann, Franz Kline, Willem de Kooning, Jackson Pollock, Mark Rothko, David Smith, Helen Frankenthaler, Morris Louis, Kenneth Noland, Robert Rauschenberg, Frank Stella, Andy Warhol, Roy Lichtenstein, và hàng trăm người khác.

### Phim
Trực thuộc Bảo tàng Nghệ thuật Hiện đại Khoa Điện ảnh, bộ sưu tập phim bao gồm hơn 25.000 tựa và được xếp hạng là một trong những kho lưu trữ tốt nhất thế giới về nghệ thuật điện ảnh quốc tế. Bộ phận sở hữu bản in của nhiều bộ phim dài tập quen thuộc, bao gồm Citizen Kane và Vertigo, nhưng bộ phận cũng chứa nhiều tác phẩm ít truyền thống hơn, bao gồm phim khiêu dâm đồng tính Empire của Andy Warhol, phim khiêu dâm đồng tính L.A. Plays Itself của Fred Halsted (được chiếu trước cho khán giả vào ngày 23 tháng 4 năm 1974), nhiều quảng cáo truyền hình khác nhau và video âm nhạc All Is Full of Love cho Björk của Chris Cunningham.

## Quản lý

### Khách viếng thăm
MoMA đã thu hút 706.060 khách truy cập vào năm 2020, giảm 65% so với năm 2019, do đại dịch COVID-19. Bảo tàng xếp hạng thứ hai mươi lăm trong Danh sách bảo tàng nghệ thuật được viếng thăm nhiều nhất thế giới trên thế giới vào năm 2020.
Bảo tàng mở cửa hàng ngày kể từ khi thành lập năm 1929, cho đến năm 1975 thì đóng cửa một ngày trong tuần (ban đầu là thứ Tư) để giảm chi phí hoạt động. Vào năm 2012, bảo tàng lại mở cửa hàng ngày, kể cả thứ Ba, là ngày đóng cửa theo truyền thống.

### Vào cổng
Bảo tàng Nghệ thuật Hiện đại thu phí vào cửa 25 đô la/người lớn. Khi MoMA mở cửa trở lại, chi phí vào cửa của bảo tàng đã tăng từ 12 đô la lên 20 đô la, khiến bảo tàng trở thành một trong những bảo tàng đắt nhất trong thành phố. Tuy nhiên, có thể vào cửa miễn phí vào các ngày Thứ Sáu sau 5:30 chiều, như một phần của chương trình  Miễn phí Các Đêm Thứ Sáu của Uniqlo. Nhiều sinh viên đại học khu vực New York cũng được vào cửa miễn phí.

### Tài chính
Là một tổ chức tư nhân phi lợi nhuận, MoMA là bảo tàng lớn thứ bảy của Hoa Kỳ tính theo ngân sách; doanh thu hàng năm là khoảng 145 triệu đô la (không có khoản nào là lợi nhuận). Vào năm 2011, bảo tàng đã báo cáo tài sản ròng (về cơ bản, tổng số tài nguyên mà bảo tàng có trên sách, ngoại trừ giá trị của tác phẩm) chỉ hơn 1 tỷ đô la.
MoMA buộc phải đóng cửa vào tháng 3 năm 2020 trong đại dịch COVID-19 ở Thành phố New York. Nhấn mạnh việc phải ngừng hoạt động vì coronavirus, MoMA đã sa thải các nhà giáo dục nghệ thuật vào tháng 4 năm 2020. Tháng 5 năm 2020, có thông tin cho rằng MoMA sẽ giảm ngân sách hàng năm từ 180 đô la xuống còn 135 triệu đô la bắt đầu từ ngày 1 tháng 7. Kinh phí triển lãm và xuất bản đã bị cắt giảm một nửa, và nhân viên giảm từ khoảng 960 xuống 800.

## Nhân vật chủ chốt

### Nhân viên và hội đồng quản trị
| Tưởng niệm - David Rockefeller (1915–2017) - Chủ tịch hội đồng quản trị danh dự - Ronald S. Lauder - Chủ tịch hội đồng danh dự - Robert B. Menschel - Chủ tịch danh dự - Agnes Gund - Chủ tịch danh dự - Donald B. Marron Sr. - Chủ tịch - Jerry I. Speyer - Đồng Chủ tịch – Leon D. Black - Chủ tịch - Marie-Josée Kravis | Phó chủ tịch: - Sid R. Bass - Mimi Haas - Marlene Hess - Richard E. Salomon - Giám đốc – Glenn D. Lowry - Thủ quỹ – Richard E. Salomon - Trợ lý thủ quỹ – James Gara - Thư ký– Patty Lipshutz |

#### Hội đồng quản trị
Ban quản trị:
| - Wallis Annenberg - Sid R. Bass - Lawrence B. Benenson - Leon D. Black - Clarissa Alcock Bronfman - Patricia Phelps de Cisneros - Edith Cooper - Paula Crown - David Dechman - Anne Dias-Griffin - Glenn Dubin - John Elkann - Laurence D. Fink - Kathleen Fuld - Howard Gardner - Mimi Haas - Alexandra A. Herzan - Marlene Hess - Jill Kraus - Marie-Josée Kravis - Ronald S. Lauder - Thomas H. Lee - Michael Lynne - Khalil Gibran Muhammad - Philip S. Niarchos - James G. Niven - Peter Norton - Maja Oeri - Michael S. Ovitz - David Rockefeller Jr. - Sharon Percy Rockefeller - Richard E. Salomon - Marcus Samuelsson - Anna Marie Shapiro - Anna Deavere Smith - Jerry I. Speyer - Ricardo Steinbruch - Daniel Sundheim - Alice M. Tisch - Edgar Wachenheim III - Gary Winnick |

| Ủy thác suốt đời: - Eli Broad - Douglas S. Cramer - Joel S. Ehrenkranz - Gianluigi Gabetti - Agnes Gund - Barbara Jakobson - Werner H. Kramarsky - June Noble Larkin - Donald B. Marron Sr. | - Robert B. Menschel - Peter G. Peterson - Emily Rauh Pulitzer - David Rockefeller - Jeanne C. Thayer | Ủy viên danh dự: - Lin Arison - Jan Cowles - Lewis B. Cullman - H.R.H. Duke Franz of Bavaria - Maurice R. Greenberg - Wynton Marsalis - Richard E. Oldenburg | - Richard Rogers - Ted Sann - Gilbert Silverman - Taniguchi Yoshio - Eugene V. Thaw |

### Giám đốc
- Alfred H. Barr, Jr. (1929–1943)
- Không có giám đốc (1943–1949; công việc được giải quyết bởi chủ tịch ủy ban điều phối của bảo tàng và giám đốc Ban giám tuyển)[42][43]
- Rene d'Harnoncourt (1949–1968)
- Bates Lowry (1968–1969)
- John Brantley Hightower (1970–1972)
- Richard Oldenburg (1972–1995)
- Glenn D. Lowry (1995–nay)

### Trưởng giám sát
- Philip Johnson, phụ trách chính về kiến trúc và thiết kế (1932–1934 và 1946–1954)
- Arthur Drexler, giám đốc phụ trách kiến trúc và thiết kế (1951–1956)
- Peter Galassi, giám đốc phụ trách nhiếp ảnh (1991–2011)[44][45]
- Cornelia Butler, phụ trách bản vẽ (2006–2013)
- Barry Bergdoll, giám đốc phụ trách kiến trúc và thiết kế (2007–2013)
- Rajendra Roy, trưởng bộ phận phụ trách phim (2007 – nay)
- Ann Temkin, giám đốc phụ trách hội họa và điêu khắc (2008 – nay)[46]
- Klaus Biesenbach, giám đốc của MoMA PS1 và phụ trách chính nói chung (2009–2018)
- Sabine Breitwieser, giám đốc truyền thông và nghệ thuật trình diễn (2010–2013)
- Christophe Cherix, giám đốc phụ trách bản in và sách minh họa (2010–2013), bản vẽ và bản in (2013 – nay)
- Paola Antonelli, giám đốc nghiên cứu và phát triển, phụ trách cao cấp về kiến trúc và thiết kế (2012 – nay)
- Quentin Bajac, giám đốc phụ trách nhiếp ảnh (2012–2018)
- Stuart Comer, giám đốc truyền thông và nghệ thuật trình diễn (2014 – nay)
- Martino Stierli, giám đốc phụ trách kiến trúc và thiết kế (2015 – nay)

### Trích dẫn
1. ↑  The Art Newspaper, List of most-visited museums in 2020, March 31, 2021
2. ↑  Kleiner, Fred S.; Christin J. Mamiya (2005). "The Development of Modernist Art: The Early 20th Century". Gardner's Art through the Ages: The Western Perspective. Thomson Wadsworth. tr. 796. ISBN 978-0-4950-0478-3. Lưu trữ bản gốc ngày 10 tháng 5 năm 2016. The Museum of Modern Art in New York City is consistently identified as the institution most responsible for developing modernist art ... the most influential museum of modern art in the world.
3. ↑  Museum of Modern Art – New York Art World Lưu trữ ngày 23 tháng 2 năm 2009 tại Wayback Machine
4. ↑  "Library". MoMA. Lưu trữ bản gốc ngày 5 tháng 2 năm 2016.
5. ↑  "About the Archives". MoMA. Bản gốc lưu trữ ngày 13 tháng 2 năm 2016.
6. 1 2  The Art Newspaper annual museum visitor survey, published March 31, 2021
7. ↑  "The Museum of Modern Art". The Art Story. Lưu trữ bản gốc ngày 20 tháng 3 năm 2015. Truy cập ngày 12 tháng 5 năm 2015.
8. 1 2  Meecham, Pam; Julie Sheldon (2000). Modern Art: A Critical Introduction. Psychology Press. tr. 200. ISBN 978-0-415-17235-6.
9. ↑  Dilworth, Leah (2003). Acts of Possession: Collecting in America. Rutgers University Press. tr. 183. ISBN 978-0-8135-3272-1.
10. ↑  Grieveson, Lee; Haidee Wasson (ngày 3 tháng 11 năm 2008). Inventing Film Studies. Duke University Press. tr. 125. ISBN 978-0-8223-8867-8.
11. ↑  FitzGerald, Michael (ngày 1 tháng 1 năm 1996). Making Modernism: Picasso and the Creation of the Market for Twentieth-Century Art . Berkeley: Univ of Calif Press. tr. 120. ISBN 978-0520206533. Truy cập ngày 25 tháng 7 năm 2020. Trước khi thành lập Bảo tàng Nghệ thuật Hiện đại vào năm 1929, hầu như không có cơ sở nào trong nước - và không có cơ sở nào ở Manhattan - trưng bày chủ nghĩa hiện đại châu Âu.
12. ↑  Muir, Kathy. "Soichi Sunami". Seattle Camera Club. Bản gốc lưu trữ ngày 4 tháng 3 năm 2016. Truy cập ngày 31 tháng 12 năm 2014.
13. ↑  Smith, Roberta (ngày 11 tháng 9 năm 2015). "Review: Picasso, Completely Himself in 3 Dimensions". The New York Times. Lưu trữ bản gốc tháng 12 6, 2015. Truy cập tháng 12 3, 2015.
14. ↑  FirzGerald 1996, tr. 243–62.
15. 1 2  Vogel, Carol (ngày 8 tháng 12 năm 2007). "Two Museums Go to Court Over the Right to Picassos". The New York Times. Bản gốc lưu trữ ngày 1 tháng 7 năm 2017.
16. ↑  Allen, Greg (ngày 2 tháng 9 năm 2010). "MOMA on Fire". the making of: movies, art, &c. Bản gốc lưu trữ ngày 22 tháng 1 năm 2014. Truy cập ngày 25 tháng 7 năm 2020.
17. ↑  Holsinger, M. Paul, biên tập (1999). "And Babies". War and American Popular Culture: A Hisstorical Encyclopedia. Greenwood Press. tr. 363. ISBN 978-0313299087. Bản gốc lưu trữ ngày 12 tháng 5 năm 2016.
18. 1 2  Frascina, Francis (1999). Art, Politics, and Dissent: Aspects of the Art Left in Sixties America. Manchester Univ Press. tr. 175–186. ISBN 978-0719044694. Bản gốc lưu trữ ngày 10 tháng 6 năm 2016.
19. ↑  Sela, Peter Howard; Susan Landauer (ngày 9 tháng 1 năm 2006). Art of Engagement: Visual Politics in California and Beyond. Univ of California Press. tr. 46. ISBN 978-0520240520. Bản gốc lưu trữ ngày 10 tháng 6 năm 2016.
20. ↑  Allan, Kenneth R. (ngày 15 tháng 12 năm 2003). "Understanding Information". Trong Corris, Michael (biên tập). Conceptual Art, Theory, Myth, and Practice. Cambridge: Cambridge University Press. tr. 147–148. ISBN 978-0521823883.
21. ↑  "Pablo Picasso, Le Moulin de la Galette (1900)". Solomon R. Guggenheim Museum. Bản gốc lưu trữ ngày 23 tháng 4 năm 2017.
22. ↑  Itzkoff, Dave (ngày 19 tháng 6 năm 2009). "Judge Rebukes Museums for Secret Picasso Settlement". The New York Times. Bản gốc lưu trữ ngày 9 tháng 7 năm 2017.
23. ↑  Kearney, Christine (ngày 2 tháng 2 năm 2009). "NY museums settle in claim of Nazi-looted Picassos". Reuters. Bản gốc lưu trữ ngày 1 tháng 12 năm 2017.
24. ↑  "Guggenheim Settles Litigation and Shares Key Findings" (Thông cáo báo chí). Guggenheim Museum. ngày 25 tháng 3 năm 2009. Bản gốc lưu trữ ngày 1 tháng 12 năm 2017.
25. ↑  Pogrebin, Robin (ngày 5 tháng 2 năm 2019). "MoMA to Close, Then Open Doors to More Expansive View of Art". The New York Times (bằng tiếng Anh). ISSN 0362-4331. Truy cập ngày 21 tháng 2 năm 2019.
26. ↑  Hines, Morgan (ngày 16 tháng 10 năm 2019). "'A new MoMA': New York's Museum of Modern Art reopening after $450 million expansion". USA Today (bằng tiếng Anh). Truy cập ngày 18 tháng 11 năm 2019.
27. ↑  Paybarah, Azi (ngày 21 tháng 10 năm 2019). "MoMA Reopening: Everything You Need to Know". The New York Times (bằng tiếng Anh). ISSN 0362-4331. Truy cập ngày 18 tháng 11 năm 2019.
28. ↑  "MoMA reopens with a $450 million mega-expansion and slick renovation". The Architect's Newspaper (bằng tiếng Anh). ngày 16 tháng 10 năm 2019. Truy cập ngày 18 tháng 11 năm 2019.
29. ↑  Walsh, Niall Patrick (ngày 6 tháng 2 năm 2019). "MoMA Releases Opening Date and New Images of Major Diller Scofidio + Renfro Expansion". ArchDaily (bằng tiếng Anh). Truy cập ngày 20 tháng 1 năm 2020.
30. ↑  Fox, Alex (ngày 14 tháng 4 năm 2020). "The Museum of Modern Art Now Offers Free Online Classes". Smithsonian. Truy cập ngày 25 tháng 7 năm 2020.
31. ↑  Denzer, Anthony (2008). Gregory Ain: The Modern Home as Social Commentary. Rizzoli Publications. ISBN 978-0-8478-3062-6. Bản gốc lưu trữ ngày 17 tháng 6 năm 2008. Truy cập ngày 24 tháng 5 năm 2008.
32. ↑  "MoMA Announces Selection of Five Architects to Display Prefabricated Homes Outside Museum in Summer 2008" (PDF). moma.org.
33. ↑  "Home Delivery: Frabricating the Modern Dwelling". moma.org.
34. ↑  Pogrebin, Robin (ngày 8 tháng 1 năm 2008). "Is Prefab Fab? MoMA Plans a Show". The New York Times. Lưu trữ bản gốc ngày 26 tháng 9 năm 2014. Truy cập ngày 24 tháng 5 năm 2008.
35. ↑  McDonald, Boyd; William E. Jones (2015). Cruising the Movies: A Sexual Guide to Oldies on TV. South Pasadena, Calif: Semiotext(e). tr. 31. ISBN 978-1584351719.
36. ↑  Vogel, Carol (ngày 25 tháng 9 năm 2012). "MoMA Plans to Be Open Every Day". The New York Times (bằng tiếng Anh). ISSN 0362-4331. Lưu trữ bản gốc ngày 19 tháng 11 năm 2016. Truy cập ngày 25 tháng 6 năm 2020.
37. ↑  "Locations, hours, and admission". MoMA. Truy cập ngày 8 tháng 12 năm 2018.
38. ↑  "Discounts". MoMA. ngày 26 tháng 6 năm 2016. Truy cập ngày 8 tháng 12 năm 2018.
39. ↑  Boroff, Philip (ngày 10 tháng 8 năm 2009). "Museum of Modern Art's Lowry Earned $1.32 Million in 2008–2009". Bloomberg News. Bản gốc lưu trữ ngày 16 tháng 10 năm 2012.
40. 1 2  Kamp, Justin (ngày 7 tháng 5 năm 2020). "Museum of Modern Art Slashes Budget and Staff to Weather COVID-19". Artsy (bằng tiếng Anh). Truy cập ngày 25 tháng 6 năm 2020.
41. ↑  McCarthy, Kelly (ngày 6 tháng 4 năm 2020). "Coronavirus exposes vulnerability of NYC museums and museum workers". ABC News. Truy cập ngày 25 tháng 6 năm 2020.
42. ↑  "Promoted to Director Of Modern Art Museum". The New York Times. Lưu trữ bản gốc ngày 19 tháng 7 năm 2014.
43. ↑  "A.H. Barr Jr. Retires at Modern Museum; Director Since 1929 to Devote His Full Time to Writing on Art". The New York Times. ngày 28 tháng 10 năm 1943. Lưu trữ bản gốc ngày 22 tháng 7 năm 2014.
44. ↑  Peces, Juan (ngày 12 tháng 2 năm 2018). "The definitive Brassaï show, curated by ex-MoMA star Peter Galassi". British Journal of Photography. Truy cập ngày 25 tháng 7 năm 2020.
45. ↑  Smith, Jennifer (ngày 23 tháng 3 năm 2016). "MoMA Serves Up a New '60s Mix". The Wall Street Journal. Truy cập ngày 26 tháng 6 năm 2020.